# 57 mm M1943 (ZiS-2)

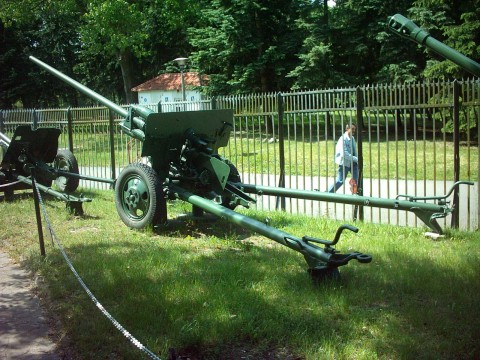
Zis-2 in Poznan, Polen

Het 57 mm M1943 (ZiS-2) anti-tankkanon (Russisch: 57-мм противотанковая пушка образца 1941 года) was een Sovjet antitankkanon, dat gebruikt werd tijdens de Tweede Wereldoorlog. Ook zijn er varianten van dit kanon op tanks gebruikt: de ZiS-4 en ZiS-4M.

## Eigenschappen
De ZiS-2 was een semi-automatisch kanon met een verticaal sluitstuk. Tijdens het schieten opende en sloot het sluitstuk automatisch, waardoor de lader enkel een nieuwe patroon in het kanon hoefde te laden. Het kanon had spiraalveren, en kon worden voortgetrokken door zes paarden. De maximumsnelheid over de weg was dan 50 km/u en 10 km/u over terrein.
Ook werd de ZiS-4, een variant op de ZiS-2, gebruikt op de experimentele T-34/57, gebaseerd op de bekende T-34, in 1941. Omdat deze meer vuurkracht had dan de F-34 werd het nieuwe kanon zeer gewaardeerd, maar de nieuwe Duitse tanks Tiger en Panther hadden een te dik pantser om te worden doorboord. Als reactie daarop werd de Zis-4M gebruikt, maar deze was zwakker dan zijn tijdgenoot, de D-5T die vervolgens op de T-34/85 zou worden gebruikt.
De ZiS-2 werd gemonteerd op minstens 3 prototypes van de SU-76 tankjager, maar allen bleken onsuccesvol. Later zou een gemoderniseerde variant worden gebruikt op de ASU-57.